# Plodprasop Suraswadi

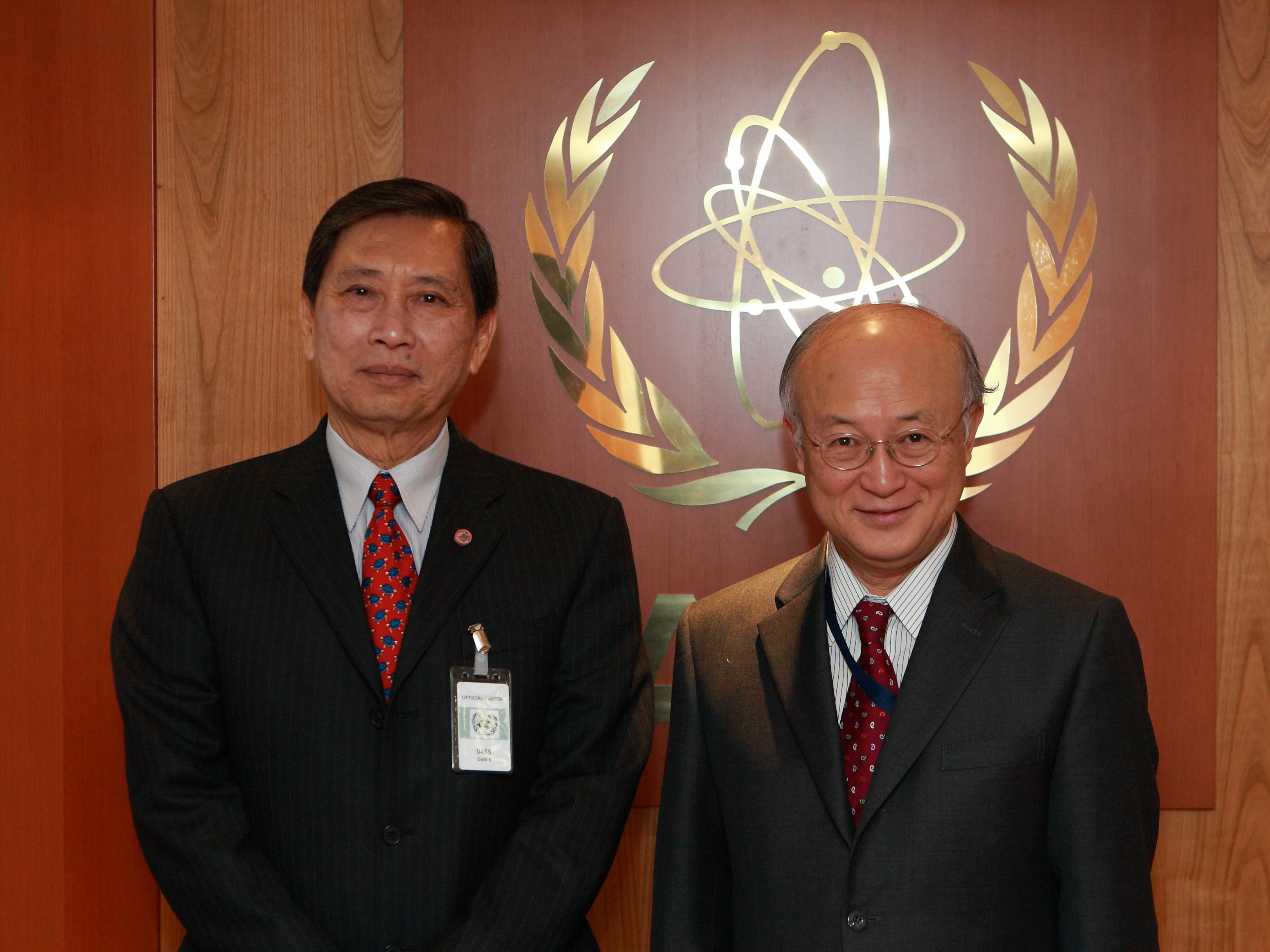
Plodprasop Suraswadi (links)

Plodprasop Suraswadi (Thai: ดร. ปลอดประสพ สุรัสวดี RTGS: Plotprasop Suratsawadi; * 3. März 1945 in Bangkok) ist ein thailändischer Politiker der Pheu-Thai-Partei. Von 2011 bis 2012 war er Wissenschaftsminister, seit 2012 ist er stellvertretender Ministerpräsident in der Regierung von Yingluck Shinawatra.

## Ausbildung und Karriere

### Ausbildung
Er studierte an der Kasetsart-Universität in Bangkok Fischereiwirtschaft, dies schloss er 1968 mit dem Grad B.Sc. ab, seinen Masterabschluss in Fischereimanagement erhielt er 1970 von der Oregon State University (USA). 1976 schloss er an der University of Manitoba (Kanada) seine Promotion in Ökologie ab. Des Weiteren erhielte Suraswadi zwei Ehrendoktortitel, 1991 von der Maejo-Universität in Chiang Mai und 1992 von der Kasetsart-Universität.

### Karriere
Plodprasop Suraswadi begann seine Regierungskarriere 1989. Er arbeitete hauptsächlich im Bereich natürliche Ressourcen. So war er unter anderem Direktor der Fischerei- und Forstbehörde.
Bei seinem Amtsantritt als Wissenschafts- und Technologieminister im September 2011 gab er sein Vermögen, wie von der Verfassung vorgegeben, mit umgerechnet 23 Millionen Euro an. Damit ist er das reichste Mitglied des Kabinetts.

### Tätigkeiten
- 1989 Generaldirektor des Fischereiamts[1]
- 1997 Stellvertreter des Staatssekretärs im Ministerium für Landwirtschaft und Genossenschaften[1]
- 1997 Generalsekretär des Büros für „Agricultural Land Reform“[1]
- 1998 Generaldirektor des königlichen Forstamts[1]
- 2002 Staatssekretär im Ministerium für Rohstoffe und Umwelt[1]
- 2011 Wissenschafts- und Technologieminister[1]